# Tanaka Tatsuya (cầu thủ bóng đá, sinh 1992)
Tatsuya Tanaka (田中 達也, sinh ngày 9 tháng 6 năm 1992) là một cầu thủ bóng đá người Nhật Bản thi đấu cho Roasso Kumamoto.

## Thống kê câu lạc bộ
Cập nhật đến ngày 23 tháng 2 năm 2018.
| Thành tích câu lạc bộ | Thành tích câu lạc bộ | Thành tích câu lạc bộ | Giải vô địch | Giải vô địch | Cúp                   | Cúp                   | Tổng cộng | Tổng cộng |
| Mùa giải              | Câu lạc bộ            | Giải vô địch          | Số trận      | Bàn thắng    | Số trận               | Bàn thắng             | Số trận   | Bàn thắng |
| Nhật Bản              | Nhật Bản              | Nhật Bản              | Giải vô địch | Giải vô địch | Cúp Hoàng đế Nhật Bản | Cúp Hoàng đế Nhật Bản | Tổng cộng | Tổng cộng |
| --------------------- | --------------------- | --------------------- | ------------ | ------------ | --------------------- | --------------------- | --------- | --------- |
| 2011                  | Roasso Kumamoto       | J2 League             | 3            | 0            | –                     | –                     | 3         | 0         |
| 2012                  | Roasso Kumamoto       | J2 League             | 0            | 0            | –                     | –                     | 0         | 0         |
| 2013                  | Roasso Kumamoto       | J2 League             | 1            | 0            | –                     | –                     | 1         | 0         |
| 2015                  | Roasso Kumamoto       | J2 League             | 10           | 1            | 1                     | 1                     | 11        | 2         |
| 2016                  | FC Gifu               | J2 League             | 18           | 1            | 1                     | 0                     | 19        | 1         |
| 2017                  | Roasso Kumamoto       | J2 League             | 21           | 0            | 1                     | 0                     | 22        | 0         |
| Tổng                  | Tổng                  | Tổng                  | 53           | 2            | 3                     | 1                     | 56        | 3         |